# Paulo Mendes da Rocha
Paulo Mendes da Rocha (25. října 1928, Vitória, Brazílie – 23. května 2021) byl brazilský architekt. Jedno z jeho ocenění je Pritzkerova cena, která mu byla udělena roku 2006. Paulo navštěvoval Universidade Mackenzie Presbiteriana vysokou školu architektury, kterou absolvoval v roce 1954.

## Galerie

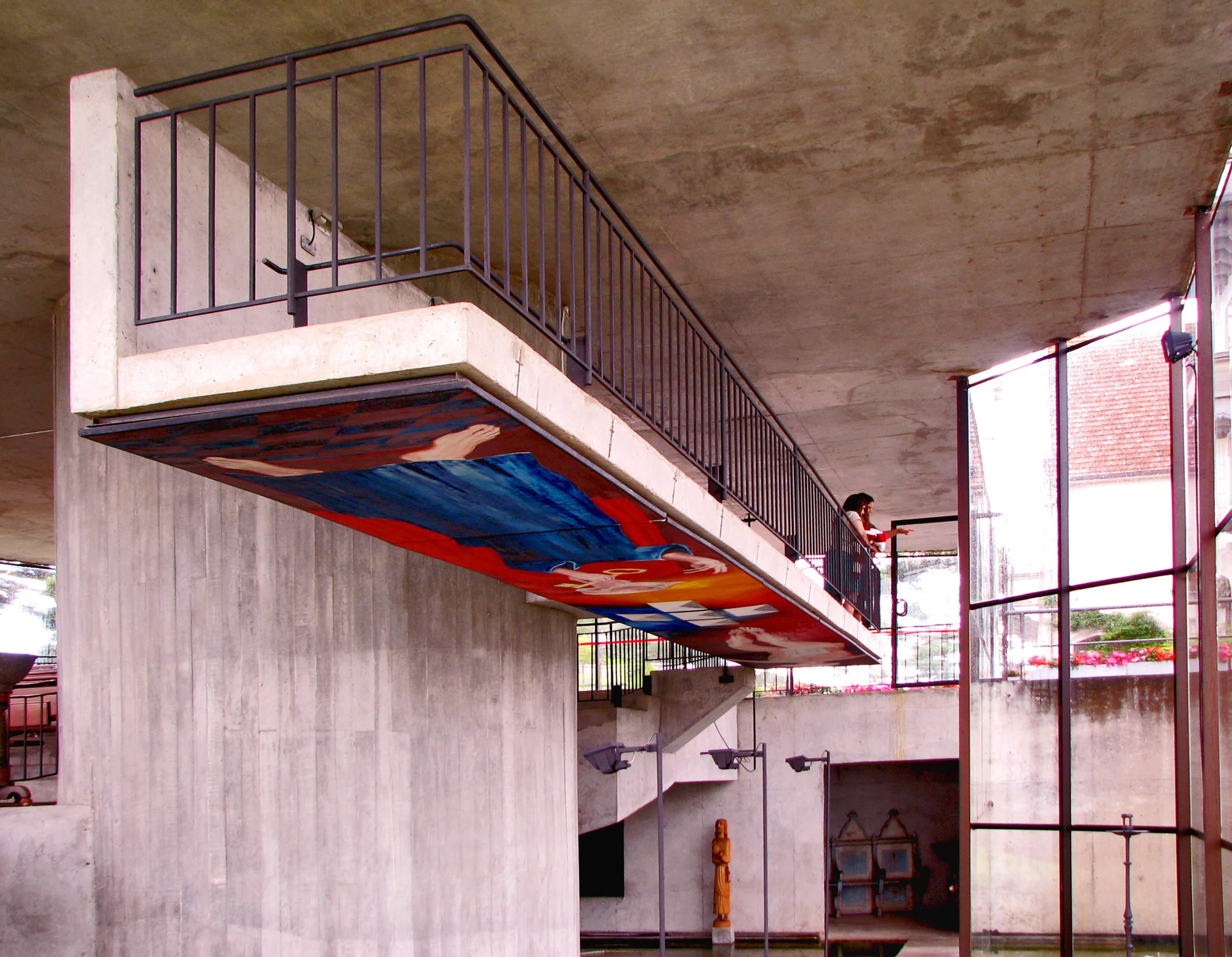
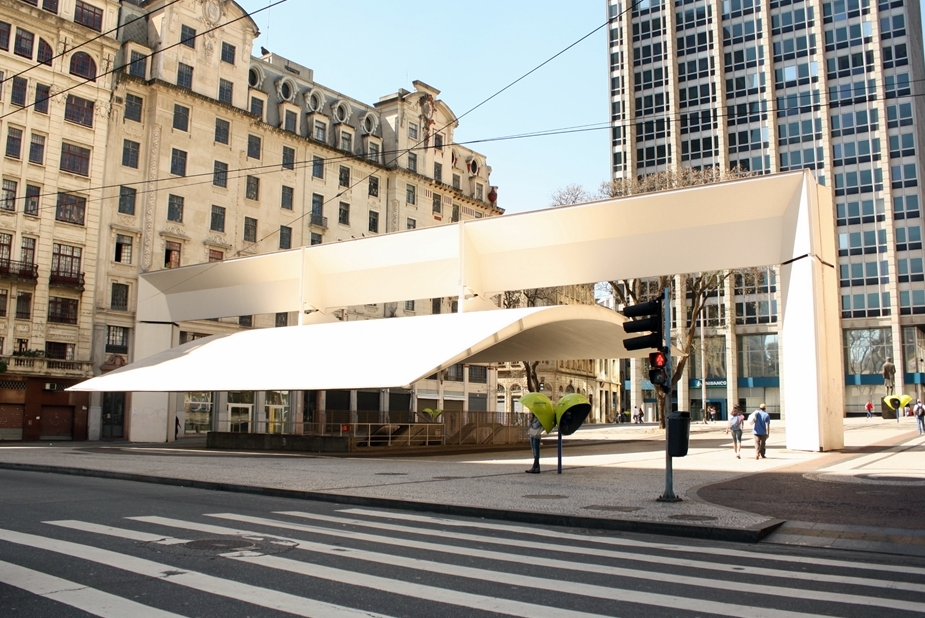